# Phoebe Holcroft Watson
Phoebe Holcroft Watson (7 ottobre 1898 – 20 ottobre 1980) è stata una tennista britannica.

## Biografia
Giunse in finale nel doppio all'Open di Francia nel 1927 con Peggy Saunders perdendo contro Irene Bowder Peacock e Bobbie Heine per 6-2, 6-1, l'anno dopo esibendosi in coppia con Eileen Bennett Whittingstall vinse l'edizione contro Suzanee Deve e Sylvia Lafaurie sconfitte per 6-0, 6-2.
Sempre in coppia con Peggy Saunders vinse due edizioni del torneo di Wimbledon nel 1928 sconfiggendo in finale Ermyntrude Harvey e Eileen Bennett per 6-2, 6-3 e quella del 1929 dove vinsero contro Phyllis Covell e Dorothy Barron in una sfida combattuta per 6-4, 8-6.
La coppia Watson-Saunders si scontrò nuovamente con la coppia Covell-Barron in finale all'U.S. National Championships 1929 - Doppio femminile, vinsero le prime per 2-6, 6-3, 6-4
Per quanto riguarda il singolo perse in finale all'U.S. National Championships 1929 - Singolare femminile contro Helen Wills Moody per 6-4, 6-2.